# Segle X
El segle X és un període que inclou els anys compresos entre el 901 i el 1000. Forma part de l'edat mitjana i correspon a una època d'esplendor al món musulmà i romà d'Orient i un cert declivi a la resta de regions culturals; per exemple la historiografia europea es refereix a aquesta època com els anys obscurs.

## Política
Otó I del Sacre Imperi Romano-Germànic va recuperar a Europa el títol imperial de Carlemany quan intentava reunificar els territoris del centre del continent. La recentment fundada dinastia Capet regnava a França. Aquests dos focus de poder central contrastaven amb l'atomització general del continent, fragmentat en ciutats estat i comtats que depenien de reis afeblits per les guerres internes i les invasions externes, ja que els vikings van continuar les seves expedicions i conquestes. Descendents d'ells són els normands, poble que durant els segles vinents jugaria un paper força rellevant en l'establiment de noves fronteres medievals. Els magiars per la seva banda atacaven des de l'est, on la Rus de Kíev emergeix com a límit oriental del continent.
Al món islàmic sorgeix el Califat Fatimita, seguidor del xiisme a diferència d'altres dinasties, com el Califat Abbàssida amb què va conviure. Abd-ar-Rahman III va aconseguir unificar els regnes andalusins, propiciant un període d'esplendor política i cultural de Còrdova. Almansor va contribuir a expandir-lo amb les seves conquestes militars. Els regnes cristians peninsulars resistien i feien contraofensives, com les que comandava el Casal de Barcelona o els castellans a la batalla de Simancas.
A Amèrica es dona la civilització tolteca al sud i els pueblo al nord. A l'Àfrica negra, el regne de Núbia assoleix la seva màxima esplendor militar, si bé es troba fragmentat, i els bantús continuen la seva expansió al sud. A les estepes asiàtiques els guerrers khàzars dominen la regió. Propers a ells es troben els ziyàrides, que es van desplaçant cap a l'Iran, mentre que a Corea el regne de Goryeo s'imposa als seus rivals. El sud del subcontinent indi continua regit pels Chola. La política xinesa es pot dividir en dos grans períodes: al principi del segle x es viu una època de crisi amb el període de les Cinc dinasties i Deu regnes i els darrers anys puja al poder la Dinastia Song i restableix parcialment la pau. Un dels primers grans pobles d'Oceania, l'imperi Tu'i Tonga, es crea al voltant del 950.

## Economia i societat
A mitjan segle es dona l'anomenat òptim climàtic medieval, un escalfament de la temperatura que facilita el comerç i navegació al nord d'Europa, incloent-hi l'expansió vikinga que portà al poblament de Grenlàndia després dels viatges d'Eric el Roig. La població mundial va arribar als 240 milions.
S'extingeixen diverses espècies a Europa, com alguns ossos o els lleons. Es va començar a experimentar amb la rotació triennal de conreus i amb cereals híbrids. Tots aquests fets van contribuir a canvis en la dieta occidental, que se centrava en farinetes fetes de cereal; només els més rics tenien accés regular a la carn, i més a la de caça. El clima temperat va afavorir el conreu del vi en noves regions. Es bevia endolcit o aigualit com a complement habitual de tots els àpats. Una nova fermentació de la cervesa va augmentar el consum d'aquesta beguda.
L'erupció del volcà Eldgjá provoca la major colada de basalt coneguda.

## Invents i descobriments
Silvestre II va ser una figura cabdal que va actuar com a pont entre el món islàmic, més avançat científicament, i el cristià. Després d'aprendre les xifres àrabs, va reintroduir l'ús de l'àbac a Europa amb aquest nou sistema de numeració.
Zhang Sixun inventà una esfera armil·lar que funcionava amb mercuri líquid. Avicenna va començar a exercir la medicina, saber que posteriorment recopilaria en el seu Cànon. Contemporani seu és Ibn al-Hàytham, considerat el pare de l'òptica moderna pels seus avenços en aquest camp. Una altra figura destacada en el camp de la ciència és Ar-Razí, fundador de la pediatria com a disciplina.

## Art, cultura i pensament
L'església és el centre de la cultura medieval, que s'aprèn i transmet als monestirs. Aquests havien esdevingut també centres de poder polític per les terres que depenien d'ells, fer que en alguns casos havia portat al relaxament dels costums dels monjos. En aquest context es va fundar l'Orde de Cluny, que pretenia retornar als ideals dinàstics primitius i que va exercir com a pol d'atracció del coneixement d'Europa occidental.
Al segle x es dona el mil·lenarisme o la por de la fi del món l'any 1000, precedida per una apocalipsi. Aquesta por, si bé sorgir de profecies antigues i va estar present en algunes regions, ha estat notablement exagerada per historiadors posteriors, ja que la majoria de la població no comptava el pas dels anys i els clergues que sí que ho feien no sempre estaven en contacte amb els indrets des d'on sorgien les llegendes i profecies escatològiques.
L'Emirat de Còrdova esdevé un dels centres culturals més importants del món disposant en aquell temps de la biblioteca amb més llibres de tot Europa, en competència amb Egipte, on es funda una gran universitat. Es conrea la literatura en llengua kanara clàssica a l'Índia, mentre que a Pèrsia escriu el cèlebre Firdawsí. Al segle x s'escriuen tres toms de l'enciclopèdia xinesa coneguda com els Quatre grans llibres dels Song. A Occident, Guillem IX de Peitieu és l'avantpassat de la poesia trobadoresca. Es comença a posar per escrit Beowulf, el poema èpic anglosaxó per antonomàsia.
En filosofia Al-Farabí va continuar amb la síntesi entre pensament d'Aristòtil i teologia islàmica que és pròpia de l'època. Destaca la seva aportació sobre les intel·ligències i els tipus d'enteniment, que deriven tots de Déu i permeten conèixer el món. Un altre pensador destacat és Al-Biruní.
Dins l'art oriental, sobresurt la figura de Dŏng Yuán, pintor xinès. Els trets generals de l'art europeu continuen amb l'estil paleocristià. A Catalunya, es conrea l'art preromànic, amb obres com Sant Miquel de Cuixà o les il·lustracions del Beatus de Girona i el Beatus de la Seu d'Urgell (aquest darrer amb influència mossàrab). Odó de Cluny assignà a cada nota musical una lletra (costum que es manté viu en l'àmbit anglosaxó), preludi de la notació moderna.